# İsmail Gaspıralı
İsmail Gaspıralı o Gasprinskij (Avcıköy, 8 marzo 1851 – Bachčysaraj, 11 settembre 1914) è stato un editore, politico ed educatore tataro di Crimea.

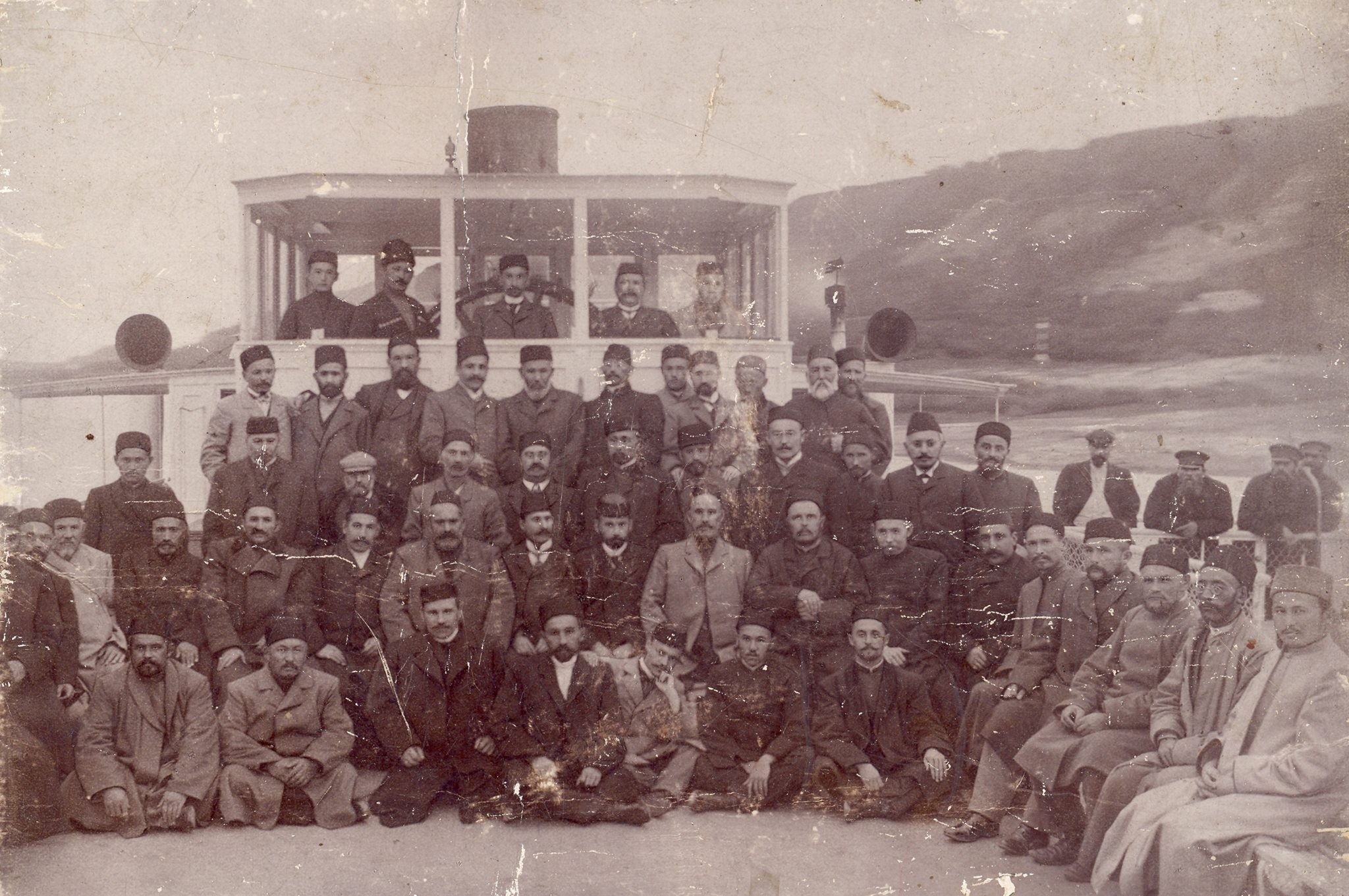
Membri del Primo Congresso dei Musulmani di Tutta la Russia, Pietroburgo, 1906: 1. Fatih Kerimi, 2. Abdurrashid Ibrahimov, 3. İsmail Gaspıralı, 4. Ali Merdan Topchibashyiyev

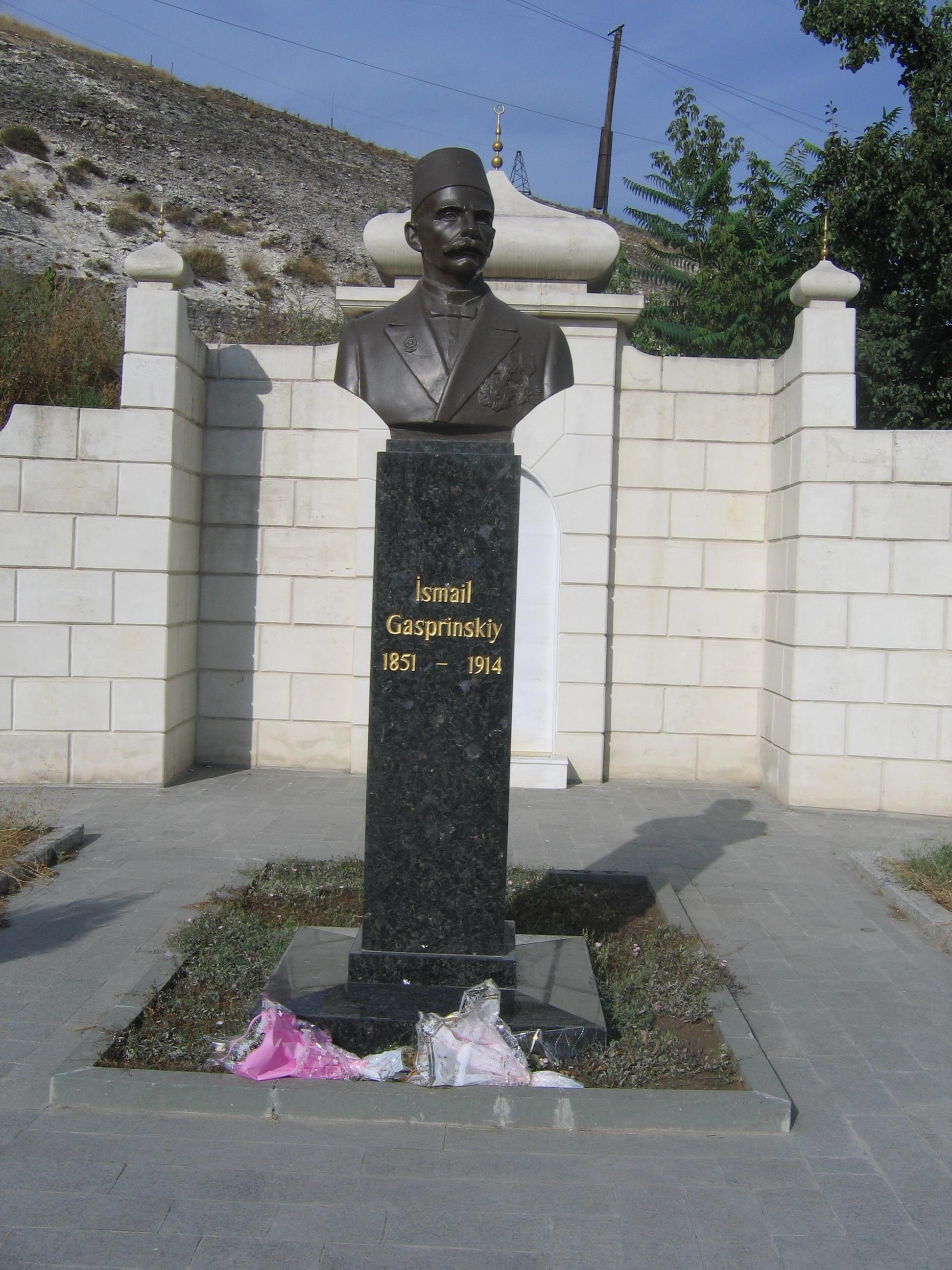
Monumento di Gaspıralı a Bachčisaraj

Noto intellettuale di etnia tatara, Gaspıralı conosciuto anche come Gasprinskij, rappresenta una delle più importanti figure della storia della Crimea. È stato uno dei primi intellettuali musulmani dell'Impero russo a rendersi conto della necessità di una riforma dell'istruzione e della cultura e della modernizzazione delle comunità turche e musulmane dell'impero zarista.
Il suo cognome deriva dalla città di Gaspra, in Crimea.
È considerato l'ispiratore del movimento riformista-islamico russo noto come jadidismo.

## Biografia
Gaspıralı/Gasprinskij ha comunicato le sue idee soprattutto attraverso il giornale Tercüman (Interprete) da lui fondato nel 1883, ed esistito fino al 1918, che aveva sottoscrittori nel Caucaso, tra i musulmani nell'impero russo, in Egitto e in Iran.
Nelle sue pubblicazioni ha richiamato all'unità e alla solidarietà i popoli turchi dell'Impero russo e sostenuto la loro modernizzazione attraverso l'europeizzazione. Gaspıralı credeva che l'unico modo per arrivare alla modernizzazione fosse attraverso l'istruzione. Ha ampiamente sostenuto l'introduzione di una riforma dell'istruzione, criticando il sistema di istruzione tradizionale nelle scuole musulmane concentrandosi molto sulla religione e mettendo a punto un nuovo metodo di insegnare a leggere ai bambini in modo efficace nella loro lingua madre.
Gaspıralı/Gasprinskij sostenne e sviluppò una lingua letteraria comune "pan-turchica" o "pan-turcmena" per i popoli turcofoni dell'impero russo, una variante semplificata del turco che ometteva le parole importate dall'arabo e dal persiano, che potesse essere compresa  "dal barcaiolo del Bosforo e dal cammelliere di Kashgar".
Nel suo libro Rus Musulmanlığı del 1881 Gaspıralı/Gasprinskij scriveva:
 "La nostra ignoranza è la ragione principale della nostra arretratezza. Non abbiamo accesso a tutto quanto è stato scoperto e a ciò che sta accadendo in Europa. Dobbiamo essere in grado di leggere al fine di superare il nostro isolamento, dobbiamo apprendere idee europee da fonti europee. Dobbiamo introdurre nelle nostre scuole primarie e secondarie argomenti che permetteranno ai nostri studenti di avere accesso a tali fonti".
Gaspıralı/Gasprinskij fondò anche una rivista per le donne, Alem-i Nisvan (Il mondo delle donne), a cura di sua figlia Şefiqa, così come una pubblicazione per bambini, Alem-i Subyan (Il mondo dei bambini).
Gaspıralı/Gasprinskij è stato uno dei fondatori dell'Unione dei Musulmani (Ittifaq-i Muslimin), creata nel gennaio 1906 a Pietroburgo e che riuniva i membri dell'intellighenzia dei vari popoli turchi di fede musulmana dell'Impero russo. Fu anche uno dei principali organizzatori del Primo Congresso dei Musulmani di tutta la Russia, congresso volto a introdurre riforme sociali e religiose tra i popoli musulmani di Russia.
Nel 1912, Gaspıralı/Gasprinskij visitò l'India britannica. Morì in Crimea nel 1914.